# Fujiwara Takuya
Takuya Fujiwara (藤原 拓也 Fujiwara Takuya, sinh ngày 18 tháng 12 năm 1992) là một cầu thủ bóng đá người Nhật Bản. Anh thi đấu cho Azul Claro Numazu.

## Sự nghiệp
Takuya Fujiwara gia nhập câu lạc bộ tại Giải bóng đá Nhật Bản Azul Claro Numazu năm 2015.

## Thống kê câu lạc bộ
Cập nhật đến ngày 20 tháng 2 năm 2017.
| Thành tích câu lạc bộ | Thành tích câu lạc bộ | Thành tích câu lạc bộ | Giải vô địch | Giải vô địch | Cúp                   | Cúp                   | Tổng cộng | Tổng cộng |
| Mùa giải              | Câu lạc bộ            | Giải vô địch          | Số trận      | Bàn thắng    | Số trận               | Bàn thắng             | Số trận   | Bàn thắng |
| Nhật Bản              | Nhật Bản              | Nhật Bản              | Giải vô địch | Giải vô địch | Cúp Hoàng đế Nhật Bản | Cúp Hoàng đế Nhật Bản | Tổng cộng | Tổng cộng |
| --------------------- | --------------------- | --------------------- | ------------ | ------------ | --------------------- | --------------------- | --------- | --------- |
| 2015                  | Azul Claro Numazu     | JFL                   | 25           | 2            | 0                     | 0                     | 25        | 2         |
| 2016                  | Azul Claro Numazu     | JFL                   | 19           | 0            | 0                     | 0                     | 19        | 0         |
| Tổng                  | Tổng                  | Tổng                  | 44           | 2            | 0                     | 0                     | 44        | 2         |